# Giuseppe Ornati
Giuseppe Ornati (Albairate, 3 de julio de 1887 – Milán, 25 de agosto de 1965) fue un lutier italiano.

## Biografía
Considerado uno de los mejores constructores de violines de su época, se inició como carpintero, recibiendo sus primeras nociones de lutería de Carlo Moneta. En el 1903 comenzó a trabajar en el estudio de Leandro Bisiach, donde trabajó algunos años junto a Gaetano Sgarabotto. Se distinguió entre sus contemporáneos por sus capacidades, construyó numerosos instrumentos y reparó para Bisiach hasta 1919, cuando abrió su propio estudio
Ganó un premio en una competencia en Roma en el 1920 y participó en numerosas ferias de lutería. Enseñó en la Escuela de Construcción de Violines de Cremona del 1961 al 1963. Su producción está caracterizada por la precisión y la elegancia.